# Zoran Jelikić
Zoran Jelikić (Šabac, 4 agosto 1953) è un ex calciatore jugoslavo, di ruolo difensore.

## Carriera

### Nazionale
Il suo debutto con la Jugoslavia risale al 25 settembre 1976 nell'amichevole persa 3-0 contro l'Italia. La sua ultima partita con i Plavi risale al 7 giugno 1983 nell'amichevole persa contro la Germania Ovest (2-4).
Indossò la maglia della nazionale per un totale di otto partite.

## Statistiche

### Cronologia presenze e reti in nazionale
| Cronologia completa delle presenze e delle reti in nazionale ― Jugoslavia | Cronologia completa delle presenze e delle reti in nazionale ― Jugoslavia | Cronologia completa delle presenze e delle reti in nazionale ― Jugoslavia | Cronologia completa delle presenze e delle reti in nazionale ― Jugoslavia | Cronologia completa delle presenze e delle reti in nazionale ― Jugoslavia | Cronologia completa delle presenze e delle reti in nazionale ― Jugoslavia | Cronologia completa delle presenze e delle reti in nazionale ― Jugoslavia | Cronologia completa delle presenze e delle reti in nazionale ― Jugoslavia |
| Data                                                                      | Città                                                                     | In casa                                                                   | Risultato                                                                 | Ospiti                                                                    | Competizione                                                              | Reti                                                                      | Note                                                                      |
| ------------------------------------------------------------------------- | ------------------------------------------------------------------------- | ------------------------------------------------------------------------- | ------------------------------------------------------------------------- | ------------------------------------------------------------------------- | ------------------------------------------------------------------------- | ------------------------------------------------------------------------- | ------------------------------------------------------------------------- |
| 25-9-1976                                                                 | Roma                                                                      | Italia                                                                    | 3 – 0                                                                     | Jugoslavia                                                                | Amichevole                                                                | -                                                                         |                                                                           |
| 30-1-1977                                                                 | Bogotà                                                                    | Colombia                                                                  | 0 – 1                                                                     | Jugoslavia                                                                | Amichevole                                                                | -                                                                         |                                                                           |
| 1-2-1977                                                                  | León                                                                      | Messico                                                                   | 5 – 1                                                                     | Jugoslavia                                                                | Amichevole                                                                | -                                                                         | 46’                                                                       |
| 8-2-1977                                                                  | Monterrey                                                                 | Messico                                                                   | 0 – 1                                                                     | Jugoslavia                                                                | Amichevole                                                                | -                                                                         |                                                                           |
| 16-11-1977                                                                | Salonicco                                                                 | Grecia                                                                    | 0 – 0                                                                     | Jugoslavia                                                                | Coppa dei Balcani                                                         | -                                                                         |                                                                           |
| 5-4-1978                                                                  | Teheran                                                                   | Iran                                                                      | 0 – 0                                                                     | Jugoslavia                                                                | Amichevole                                                                | -                                                                         |                                                                           |
| 18-5-1978                                                                 | Roma                                                                      | Italia                                                                    | 0 – 0                                                                     | Jugoslavia                                                                | Amichevole                                                                | -                                                                         | 60’                                                                       |
| 7-6-1983                                                                  | Lussemburgo                                                               | Jugoslavia                                                                | 2 – 4                                                                     | Germania Ovest                                                            | Amichevole                                                                | -                                                                         |                                                                           |
| Totale                                                                    |                                                                           | Presenze                                                                  | 8                                                                         |                                                                           | Reti                                                                      | 0                                                                         |                                                                           |

## Palmarès

### Club

#### Competizioni nazionali
- Campionato jugoslavo: 3

Stella Rossa: 1976-1977, 1979-1980, 1980-1981